# Канаани (порода кошек)
Канаани (ханаани, ханаанская кошка) – порода кошек родом из Израиля, имеющая  статус экспериментальной и выведенная на основе аборигенной дикой степной кошки. Является домашней кошкой, сохраняющей фенотипическую схожесть с израильской дикой степной кошкой.
Канаани имеет окрасы от бежевого до коричневого с обязательным включением контрастным тёмных и черных полос или пятен ( окрас табби).
Порода выведена  в Израиле в 2000 году, официально зарегистрирована в WCF в 2008 году.
Является первой национальной породой кошек, созданной  в Израиле.
Название происходит от местности Ханаан, древнего названия иудейских земель, на территории которых сейчас находится Израиль, Палестина и Ливан, а также часть земель других стран.

## История создания породы
Первый питомник, который начал заниматься созданием породы канаани, носит название «Ha Jeruschalmi», работа была начата  в девяностых годах двадцатого века, закончена к 2000-му году, с 2008 года для канаани разрешены только внутрипородные скрещивания без прилития  кровей других пород. На следующий год после этого, в 2009 году, канаани получила официальное признание и право выставляться с чемпионским статусом в крупнейшей международной фелинологической федерации WCF.
Создательницей  породы официально считается израильтянка Дорис Поллачек.

## Формирование породы
При создании породы её авторы  экспериментировали, скрещивая в различных вариантах абиссинскую, бенгальскую и ориентальную кошку с ливанской кошкой, а также европейскую короткошерстную кошку со степной кошкой.
Наибольшее распространение порода имеет в Израиле и Германии, также есть питомники, занимающиеся этой породой, в США и ряде других стран. На территории СНГ питомников канаани на данный момент не зарегистрировано, однако часть российских, украинских и белорусских питомников, занимающихся саванной и оцикетами, предлагают возможность приобрести через них котенка  породы канаани.

## Сходство и различия канаани с оцикетом и саванной
Ряд фелинологов сравнивает канаани с такими породами кошек, как оцикет и саванна, являющиеся гибридными или фенотипически схожими с дикими кошками. Они имеют некоторую схожесть во внешности, а также общий  принцип формирования породы, в которой задействованы гены диких кошек.
Канаани имеет ряд собственных отличительных признаков.
В отличие от оцикета, у канаани действительно есть кровь диких кошек в основе породы, что привело к тому, что строение тела канаани более близко к строению тела диких аборигенных кошек, в отличие от оцикета, строение тела и повадки которого полностью соответствуют домашним кошкам.
Саванна  крупнее и тяжелее, чем канаани, которая имеет сухое телосложение, и в отличие от саванны, является полностью закрытой породой, в которой скрещивание возможно только внутри самой породы.

## Описание и внешний вид
Канаани являются короткошерстными кошками с жесткой, плотной шерстью. Имеют тонкое, гибкое, мускулистое, сильное тело и заострённую мордочку. Глаза миндалевидной формы, на ушах могут имеется небольшие кисточки.

### Стандарт породы канаани по версии федерации WCF[3]
Короткошерстная порода
Тело:
Стройная кошка среднего, ближе к крупному размера, мускулистая и сильная, но элегантная.
Ноги длинные, стройные,задние длиннее передних. Хорошо выражена мускулатура , суставы отчетливо выделяются. лапы овальные, плотные, пальцы длинные.
Хвост длинный, довольно толстый у основания и сужающийся к заострённому кончику.
Голова:
Голова высоко посажена на стройной длинной шее, имеет форму широкого треугольника.
Череп между ушами плоский. Скулы высокие, хорошо видны.
Слегка выгнутый лоб плавно переходит в чётко очерченный прямой нос, ярко выраженного стопа нет.
Подбородок сильный. но не тяжёлый.
Уши:
Уши большие, широкие у основания и заострённые. Посажены прямо и широко расставлены.
Расстояние между ушами должно быть не меньше ширины уха снизу.
Желательно наличие кисточек. Сзади уха обязательно пятно.
Глаза:
Глаза большие и миндалевидные. Они широко расставлены и слегка наклонены, раскосые.
У взрослых кошек цвет глаз всегда зелёный разных оттенков и интенсивности.
Шерсть:
Шерсть короткая , плотно прилегающая. Имеется небольшой негустой подшерсток. Структура довольно грубая и не мягкая, как у сиамских кошек.
Шерстинки достаточно длинные, чтобы показать четкое тикирование основного цвета и рисунка. Тикирование размытое, но пятна должны быть чётко различимы.
Окрасы:
На базовом цвете от бежевого до коричного и рыжего расположены пятна табби, которые размыты и растушёваны тикированием.
Разновидности узоров пятен:
табби
мраморный
пятнистый (макрель)
Не допустимые окрасы: серебристые и золотистые
ПРИМЕЧАНИЯ
В начале становления породы были разрешены следующие вязки:
С пятнистыми вариантами ливийской степной кошки (Felis Lybica), бенгальскими кошками, а также пятнистыми короткошерстные и ориентальными
С 2008 года скрещивание ведется только внутри породы. Порода получила закрытый статус.

## Характер
Ханаани активные, подвижные кошки, которым требуется много движения. Подходят для выгуливания на улице на шлейке. Отпускать канаани гулять без шлейки не рекомендуется, так как кошки обладают бесстрашным характером и в условиях самостоятельной прогулки могут пострадать из-за этого. У кошек этой породы сильно развит охотничий инстинкт, поэтому при содержании в одном доме с ними мелких домашних животных надо это учитывать и не оставлять с ними кошку без присмотра, когда они вне клеток или террариумов.
Дома любят ласку, внимание хозяина, любят, когда их гладят.
Легко привыкают к смене обстановки, не привередливы в пище.